# Şehzade Mehmed Ziyaeddin
Şehzade Mehmed Ziyaeddin (en arabe : شہزادہ محمد ضیاالدین), né le 26 août 1873 à Constantinople et mort le 30 janvier 1938 à Alexandrie, il est le fils aîné de Mehmed V, sultan ottoman et de son épouse Kamures Kadın.

## Biographie

### Jeunesse
Şehzade Mehmed Ziyaeddin est né le 26 août 1873 dans la villa de son père à Ortaköy. Son père était sultan Mehmed V et sa mère était Kamures Kadın,. Il était le petit-fils du sultan Abdülmecid Ier et Gülcemal Kadın. Lorsque son père devint héritier du trône en 1876, après l’accession de son frère aîné, le sultan Abdülhamid II, la famille s’installa dans l’appartement du prince héritier situé dans le palais de Dolmabahçe.

### Éducation et carrière
Entre 1911 et 1912, Ziyaeddin fréquente le Collège impérial. En février 1916, pendant la Première Guerre mondiale, il sert comme brigadier de cavalerie honoraire dans l’armée ottomane. Il sert également d’aide de camp à son père, le sultan Mehmed V.
Le 2 septembre 1909, Ziyaeddin se rend à Bursa avec son père et ses frères, Şehzade Necmeddin et Şehzade Ömer Hilmi. Entre le 5 et le 26 juin 1911, Ziyaeddin se rend à Roumélie,. Le 11 novembre 1911, il se rend en Égypte pour rencontrer le roi du Royaume-Uni George V et son épouse la reine Marie de Teck et y reste jusqu’au 29 novembre 1911. Entre le 4 et le 5 novembre 1912, pendant les guerres des Balkans, il visite le front de Çatalca.. Entre 10 et 21 avril 1917, pendant la Première Guerre mondiale, il visite l’Empire allemand.
Le 15 octobre 1917, il rencontre l’empereur allemand Guillaume II, lors de sa visite à Constantinople en 1917. Le 9 mai 1918, il rencontre également l’empereur Charles Ier d’Autriche, lorsque ce dernier se rend à Constantinople en 1918 avec son épouse l’impératrice Zita de Bourbon-Parme.
Après la mort de son père en 1918, Ziyaeddin s’inscrit à l’École impériale de médecine. Safiye Ünüvar, raconte dans son mémo qu’il lui apportait ses cahiers et qu’elle les copiait proprement.. Il a également pris des leçons d’algèbre d’elle.

## Vie privée

### Caractère
Ziyaeddin a toujours été vu avec ses modes excentriques de la robe, promenading ses vêtements et chaussures colorées offrant goodday avec le plus audacieux des gestes aux dames.
Il a toujours gardé des liens avec les classes les plus pauvres et ne leur a jamais refusé son aide en aucune façon, dépensant une partie de ses petits revenus pour aider les gens dans le besoin de Kadıköy et environs ainsi qu'Üsküdar. Il a payé pour l’enterrement de personnes indigentes, aidé financièrement les filles sans le sou qui devaient être mariés et a demandé à ses conjoints de les aider à leur fournir des vêtements et d’autres articles. Au début de chaque mois, il distribuait une allocation aux personnes dans le besoin dans le quartier, dans la mesure où il en était capable.

### Mariages
La première femme de Ziyaeddin était Perniyan Hanım. Elle est née le 2 janvier 1880. Ils se sont mariés le 5 janvier 1898 quand elle avait dix-huit ans. En 1900, elle donne naissance à Behiye Sultan. Elle était une calligraphe accompli. Quand le sultan Mehmed V remarqua une de ses œuvres, il la montra à l’un des calligraphes de l’époque, qui l’admirait beaucoup. Elle espérait organiser des leçons de calligraphie par l’intermédiaire de Samit Bey, maître des robes du sultan Reşad, cependant, la tradition de la cour s’est avérée un obstacle à ses objectifs et elle a dû se contenter d’avoir gagné l’admiration du sultan pour son travail. Plus tard ils ont divorcé, Perniyan meurt en 1947 à l’âge de soixante-sept ans,.
La seconde épouse de Ziyaeddin était Ünsiyar Hanım. Elle est née en 1887. Sa mère était Firdevs Hanım. Elle avait une sœur, Laverans Hanım. Ils se sont mariés le 16 août 1903 quand elle avait seize ans. Environ deux ans plus tard, elle donne naissance à Dürriye Sultan, en 1905, suivie de Rukiye Sultan en 1906 et de Şehzade Mehmed Nazım en 1910. Elle était une dame intelligente et raisonnable[25] et a pris un intérêt particulier dans l’éducation des femmes royales. Elle meurt en 1934 à Alexandrie en Égypte, à l’âge de quarante-sept ans,.
La troisième femme de Ziyaeddin était Perizad Hanım. Elle est née en 1889. Ils se sont mariés le 18 janvier 1907 quand elle avait dix-sept ans. En 1908, elle donne naissance à Hayriye Sultan, suivi en 1910 par Lütfiye Sultan. Elle était connue dans le palais pour sa bonne nature et sa discrétion. Elle meurt à l’hôpital Français d’Alexandrie en 1934, à l’âge de quarante-cinq ans et est enterrée dans le mausolée du prince Omar Tusun Pacha.
La quatrième femme de Ziyaeddin était Melekseyran Hanım. Elle est née le 23 septembre 1890. Ils se sont mariés en 1911. L’année suivante, elle donna naissance à Şehzade Ömer Fevzi. Elle était belle mais n’avait pas été bien éduquée. Plus tard divorcée, elle meurt en 1966 à l’âge de soixante-seize ans.
La cinquième femme de Ziyaeddin était Neşemend Hanım. Ils se sont mariés en 1920, après le divorce de Ziyaeddin avec Melekseyran. En 1922, elle donne naissance à Mihrimah Sultan. Elle meurt en 1934, à l’âge de vingt-neuf ans en Égypte, où elle est enterrée dans la ville de Helwan.

### Fin de sa vie et décès
Après la mort de son père, le sultan Mehmed Reşad, le prince Ziyaeddin et sa famille ont déménagé dans sa villa située à Ibrahim Pacha Meadows, visitant les palais de Yıldız et le palais de dolmabahçe seulement pendant les grandes vacances et les occasions officielles. La villa comprenait trois unités distinctes, chacune de trois étages, afin que chaque femme et ses enfants puissent occuper leurs propres quartiers. Au total, l’entourage du prince Ziyaeddin et de ses épouses totalise 36 personnes.
Après l’établissement de la République de Turquie et l’abolition du sultanat ottoman et du califat, toute la famille impériale a été forcée à l’exil en mars 1924. Ziyaeddin et sa famille se sont installés à Beyrouth au Liban. En 1926, ils sont allés à Alexandrie. Il mourut à l’âge de soixante-quatre ans à Alexandrie le 30 janvier 1938 et fut enterré dans le mausolée de Khedive Tewfik Pacha, Le Caire,.

### Honneurs et distinctions
- Ordres et décorations ottomans
  - Collier du Hanedan-i Ali Osman
  -  1re classe de l'Ordre du Médjidié
  -  1re classe de l'Ordre de l'Osmaniye

- Commandes et décorations étrangères
  -  Chevalier de l'Ordre de l’Aigle noir de Prusse
  -  Chevalier Grand-Croix de l'Ordre royal de Victoria (21 novembre 1911)[35]
  -  Ordre de l'Étoile de Karageorge[36] (Yougoslavie)

### Sources
- Ruhat Alp, Osmanlı Devleti’nde Veliahtlık Kurumu (1908-1922), 2018
- Fahrettin Gün, Sultan V. Mehmed Reşad ve dönemi, TBMM Milli Saraylar, 2018, 1269 p. (ISBN 978-975-2464-18-6)
- Douglas Scott Brookes, The Concubine, the Princess, and the Teacher : Voices from the Ottoman Harem, University of Texas Press, 2010, 324 p. (ISBN 978-0-292-78335-5, lire en ligne)